# Сан-Мільян-де-Лара
Сан-Мільян-де-Лара (ісп. San Millán de Lara) — муніципалітет в Іспанії, у складі автономної спільноти Кастилія-і-Леон, у провінції Бургос. Населення — 74 особи (2010).
Муніципалітет розташований на відстані близько 190 км на північ від Мадрида, 36 км на південний схід від Бургоса.
На території муніципалітету розташовані такі населені пункти: (дані про населення за 2010 рік)
- Іглесіапінта: 37 осіб
- Сан-Мільян-де-Лара: 37 осіб

## Демографія
Динаміка населення (INE ):